# Rione Sanità
Il rione Sanità è uno dei rioni di Napoli, facente parte della Municipalità 3 Stella-San Carlo all’Arena. 
Corrisponde a un’area ubicata a nord delle mura vicereali di Napoli e precisamente a nord del Borgo dei Vergini fino alle falde della collina di Capodimonte. Precisamente, inizia da piazza Vergini e comprende la zona di via Sanità, Piazza Sanità, fino alla zona dell'Ospedale San Gennaro, detto dei Poveri.

## Storia

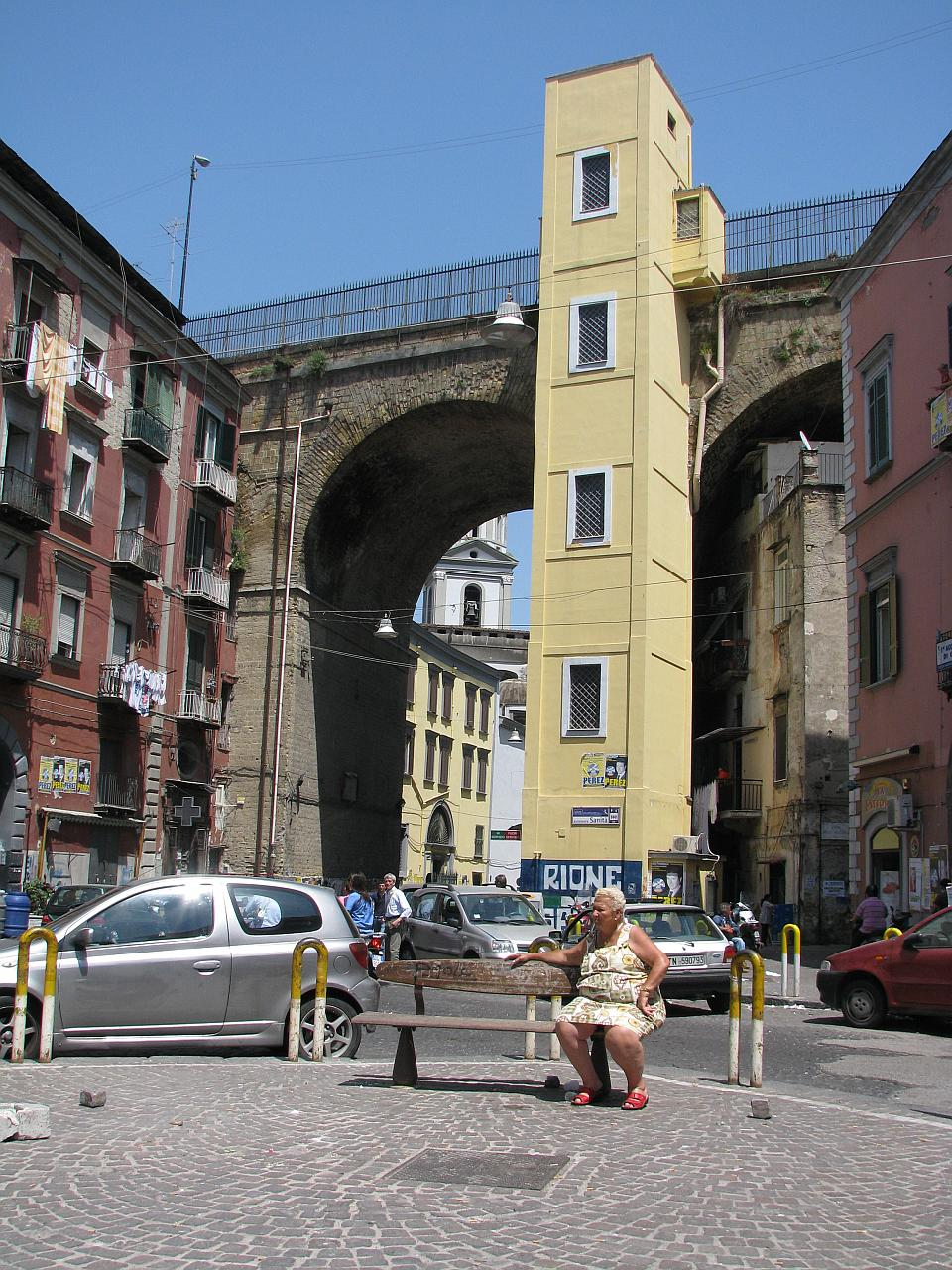
Il ponte della Sanità

Il rione Sanità fu edificato alla fine del XVI secolo in un vallone utilizzato fin dall'epoca greco-romana come luogo di sepoltura. In questo rione sono sorti ipogei ellenistici e catacombe paleocristiane, come quelle di San Gennaro e San Gaudioso, in una forte relazione stretta tra uomo e morte che si è protratta nei secoli, dimostrata dal cimitero delle Fontanelle, adoperato per ospitare le vittime della grande peste del 1656.
Già nel XV secolo, tra le amene campagne su cui oggi sorge il rione, presso la paleocristiana basilica di San Gennaro fuori le mura e un monastero abbandonato, sorgeva un lazzaretto per appestati, quello che, sempre dopo la medesima infausta peste del 1656, fu ampliato e divenne l'ospedale di San Gennaro dei Poveri. Perché sia stato collocato qui un ospizio per ammorbati lo si può riscontrare dall'etimo della zona, riconducibile a una salubritas associata a ragioni sia naturali sia sovrannaturali, dal momento che era allora incontaminata e ospitava delle catacombe responsabili di miracolose guarigioni.
Dapprima destinato ad accogliere importanti famiglie nobiliari e facoltosi borghesi della città (testimonianza ne sono alcune maestose architetture, come il palazzo Sanfelice a via Arena della Sanità e il palazzo dello Spagnolo ai Vergini), col passare del tempo è diventata una delle zone più popolari di Napoli.

## Problemi

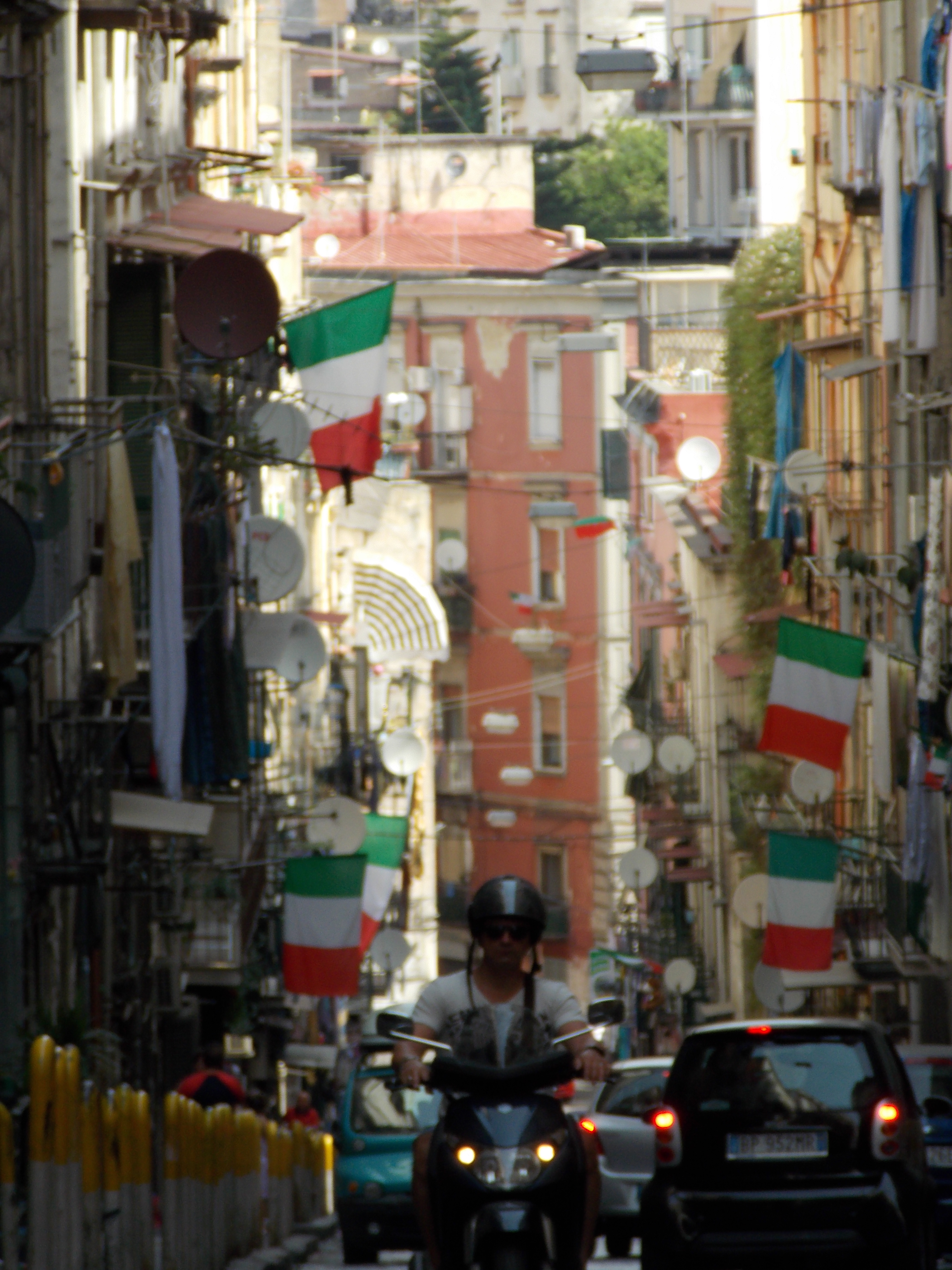
Discesa Sanità

L'emarginazione sociale è elevata, così come la disoccupazione o la sotto-occupazione, nonostante le potenzialità storico-culturali del rione, sebbene diversi siti di interesse necessitino di una migliore salvaguardia e di interventi di restauro (vedi ad esempio l'esterno di Palazzo di Majo o l'interno di Palazzo Sanfelice).
Alcune associazioni di volontariato, culturali e sociali che operano nel rione si sono costituite in rete per provare a creare migliori condizioni di vita, stimolando il senso civico e creando opportunità di uscita dal degrado per le persone del quartiere. La comunità ecclesiale del rione (esistono nel territorio due parrocchie, quella di Santa Maria della Sanità e quella di San Severo) esprime da anni una notevole vivacità, nel tentativo di superare i divari socio-culturali e di porsi come polo "attrattore" per alternative occupazionali.

## Monumenti e luoghi d'interesse

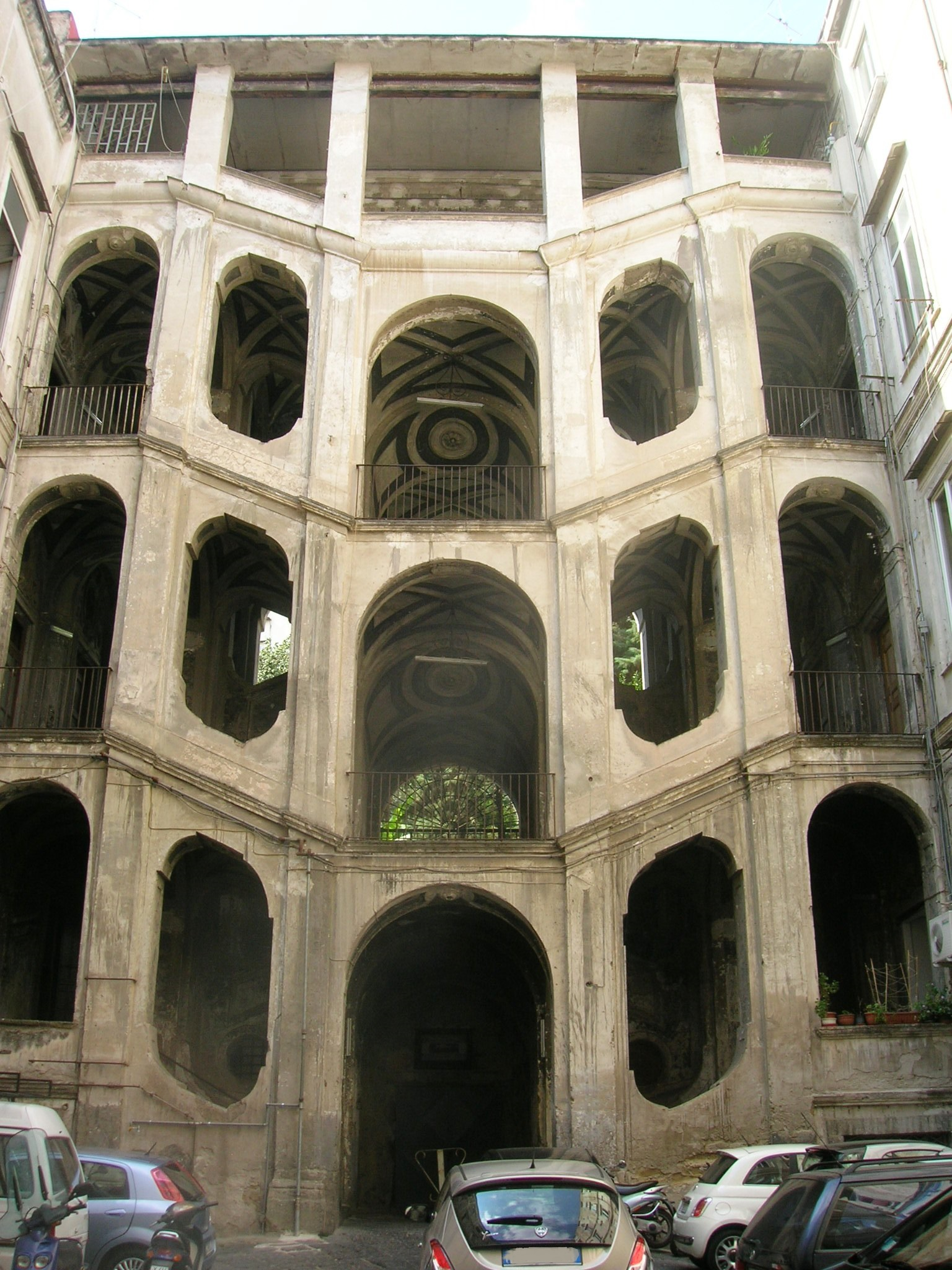
La scalinata interna di Palazzo Sanfelice (in mediocre stato conservativo)

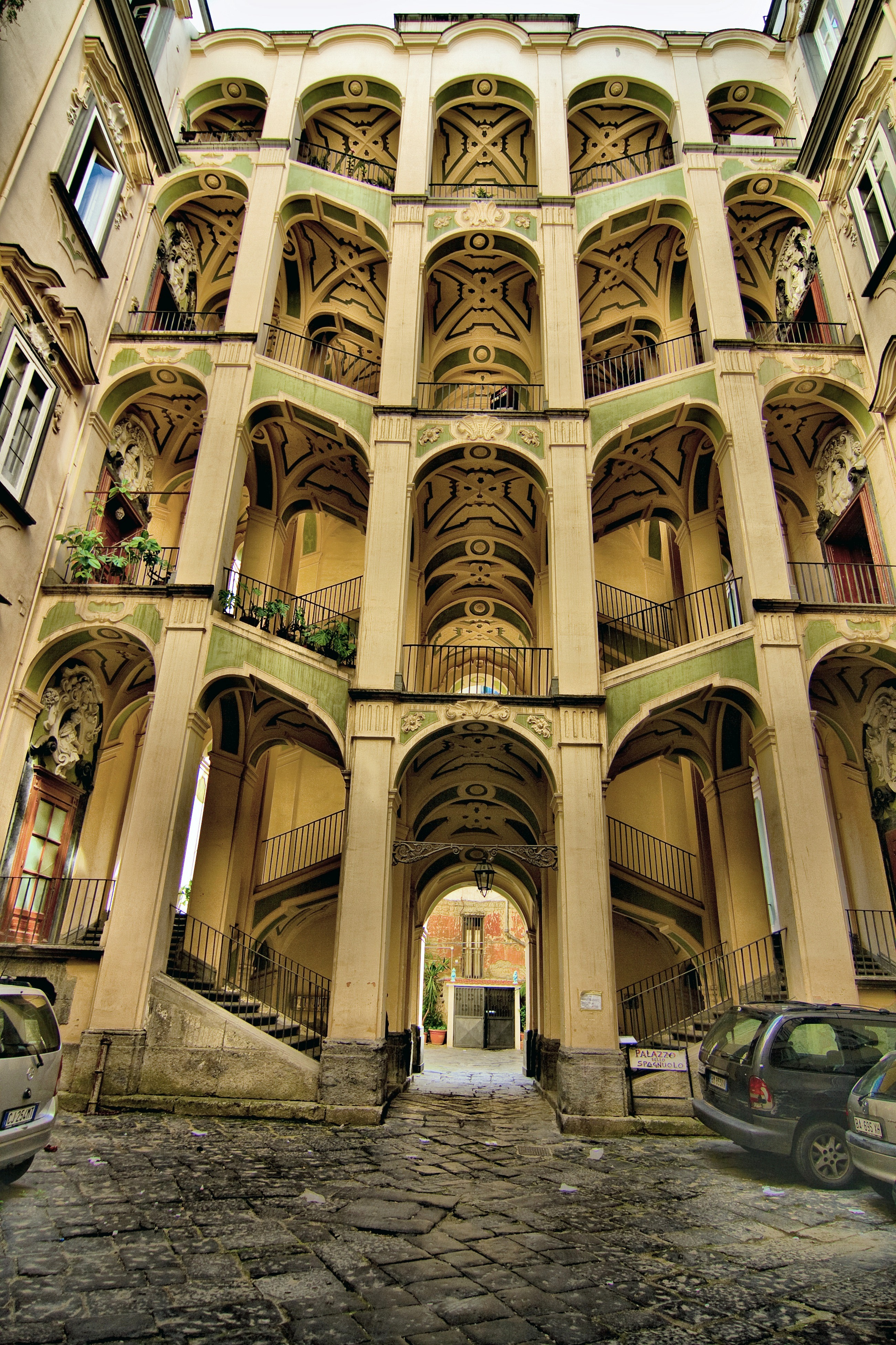
La scalinata interna di Palazzo dello Spagnolo

### Palazzi storici
- Ospedale di San Gennaro dei Poveri
- Palazzo Andreassi
- Palazzi Cattaneo (via Sannicandro nn.27-32)
- Palazzo dello Spagnolo
- Palazzo De Clario
- Palazzo De Liguoro di Presicce
- Palazzo De Liguoro-Santoro (Salita Capodimonte n.10)
- Palazzo Di Donato
- Palazzo di Majo
- Palazzo Gaudioso di Camporeale
- Palazzo Genovino (vico Lammatari n.26)
- Palazzo Lagni (via Vergini n.55)
- Palazzo Laviano (via Sannicandro n.11)
- Palazzo Marcello
- Palazzo Moles
- Palazzo Montesilvano
- Palazzo Peschici-Maresca (via Arena della Sanità n.6)
- Palazzo Ruffo di Castelcicala (via Arena della Sanità n.21)
- Palazzo Sanfelice
- Palazzo Sersale
- Palazzo Terralavoro alla Sanità
- Palazzo Traetto

### Chiese e complessi religiosi

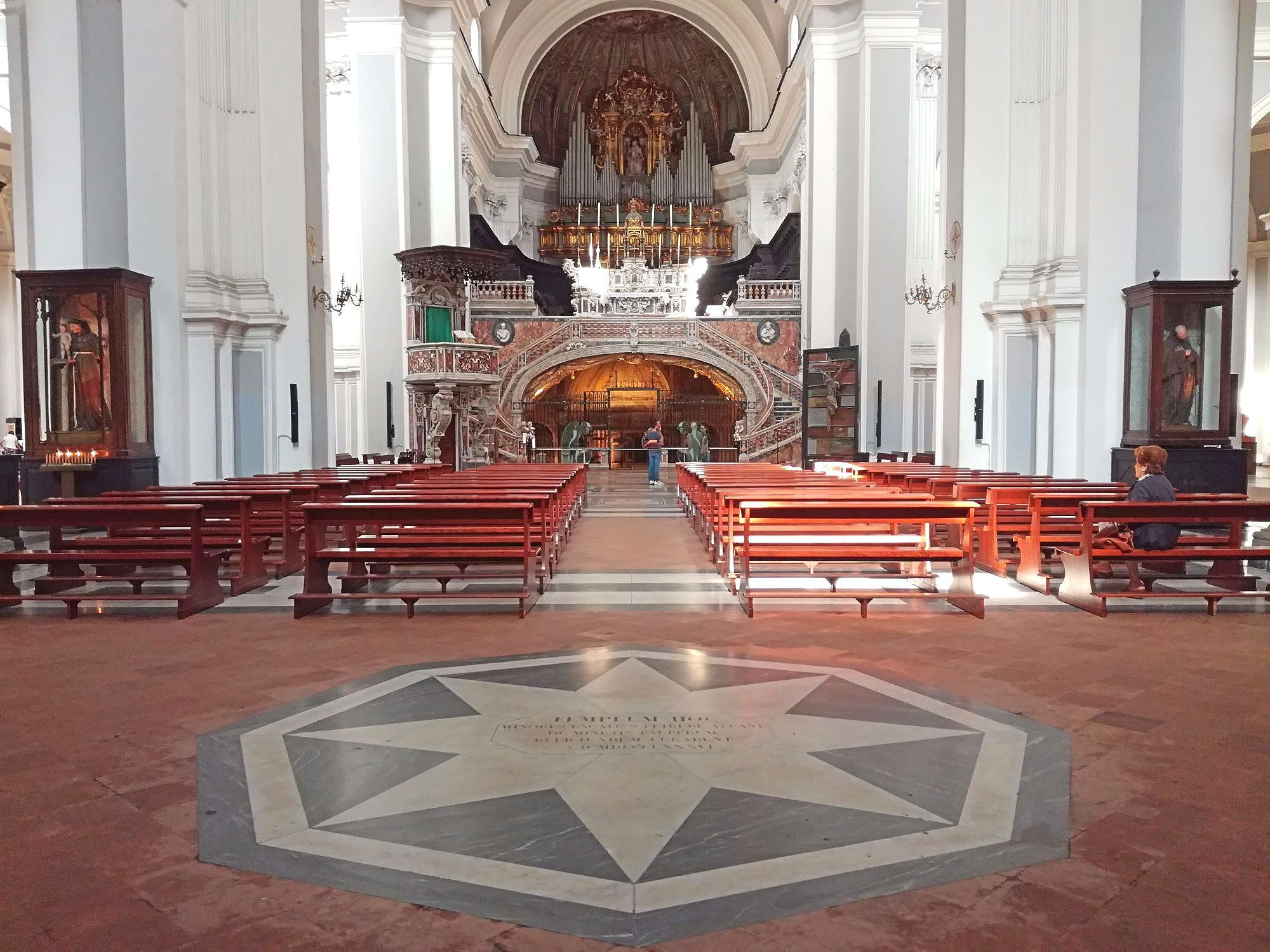
La basilica di Santa Maria della Sanità, il centro dello storico rione

- Basilica di San Gennaro fuori le mura
- Chiesa del Santissimo Crocifisso ad Antesaecula
- Chiesa di Santa Maria Antesaecula
- Basilica di Santa Maria della Sanità
- Chiesa di Santa Maria della Vita
- Chiesa dell'Immacolata e San Vincenzo
- Chiesa di San Severo fuori le mura (o San Severo alla Sanità)
- Chiostro di Santa Maria della Sanità
- Complesso dei Cinesi
- Chiesa di Maria Santissima del Carmine

## Il Borgo dei Vergini
Il Borgo dei Vergini, detto anche borgo barocco per lo stile preponderante nelle sue architetture, è la prima zona che (per chi proviene da via Foria) si incontra prima di giungere nella Sanità vera e propria.
Si tratta di un'animatissima zona della città, un tempo fuori le mura cittadine, costituita dalla via dei Vergini, sede di un florido mercato all'aperto.
I Vergini rappresentano il primo tratto del lungo vallone che scorre tra le alture della Stella, dei Miracoli, di Capodimonte e di Materdei.
Il nome deriva da una fratria religiosa greca, quella degli eunostidi, dedita alla temperanza e, soprattutto, alla castità.
Sulla strada affacciano alcune delle più importanti architetture barocche della città, come il palazzo dello Spagnolo e vari edifici religiosi: la chiesa di Santa Maria dei Vergini, la chiesa della Missione ai Vergini e la chiesa di Santa Maria Succurre Miseris ai Vergini. Nelle estreme vicinanze la chiesa di Sant'Aspreno ai Crociferi nella parte detta delle Crocelle (così veniva appellata la zona dove erano presenti i frati di San Camillo de Lellis) e la chiesa di Santa Maria della Misericordia ai Vergini detta popolarmente la Misericordiella.
La strada al termine si biforca in due vie: a sinistra via Arena della Sanità e a destra via dei Cristallini, che portano alle omonime zone.

## Il "rione sotterraneo"

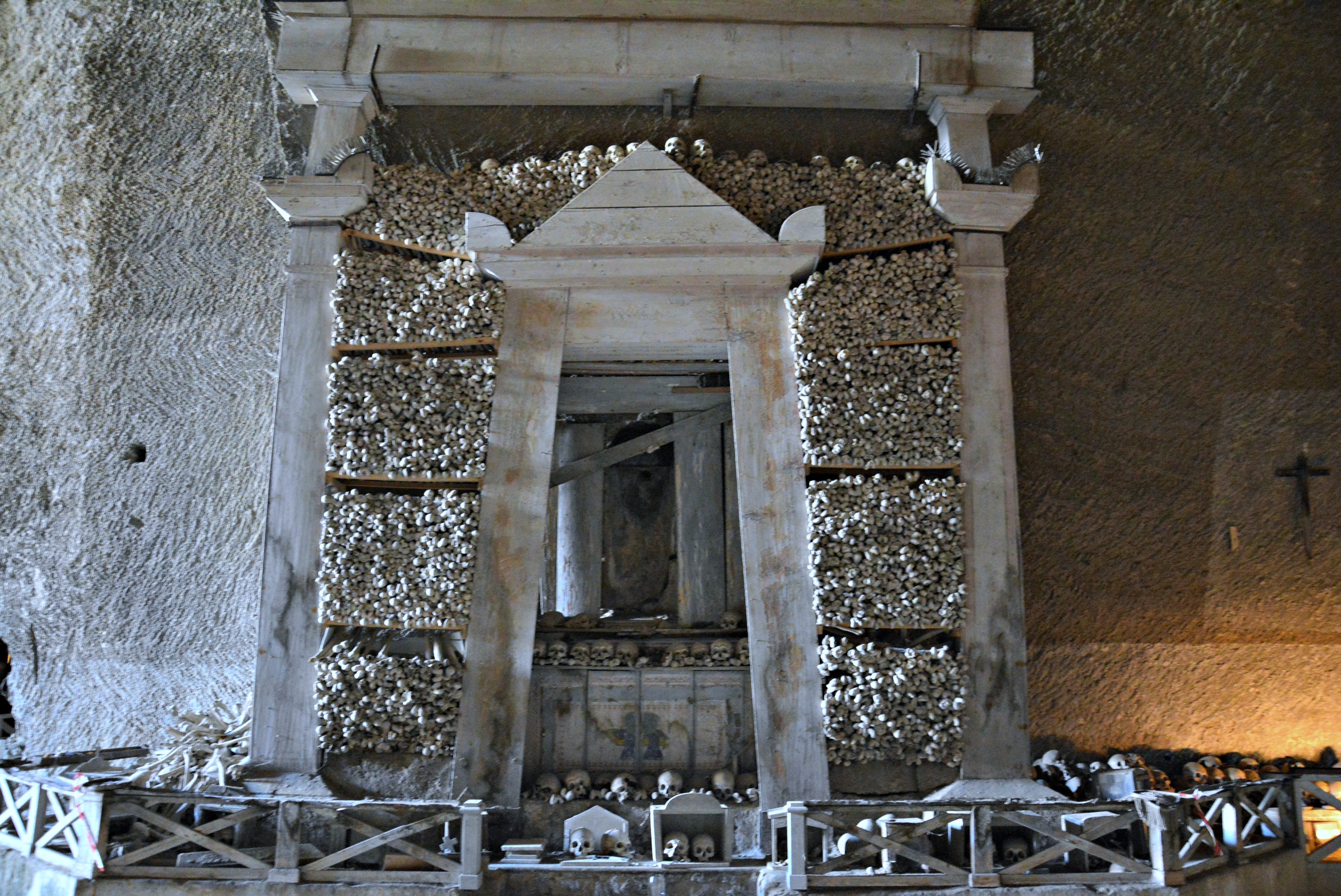
Il Cimitero delle Fontanelle

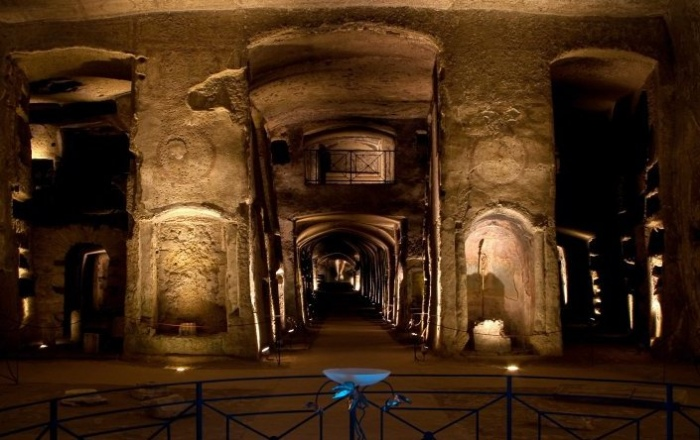
Catacombe di San Gennaro

Il sottosuolo della Sanità costituisce un contesto di straordinario interesse culturale per la stratificazione archeologica e storico-artistica che testimonia, senza soluzione di continuità, l’ideologia funeraria a Napoli dalla fine del IV sec. a.C. ai giorni nostri. Sono noti diversi tratti della necropoli ellenistica, i magnifici complessi delle Catacombe di San Gennaro, delle Catacombe di San Gaudioso, delle Catacombe di San Severo. Il celeberrimo Cimitero delle Fontanelle, realizzato all’interno di una gigantesca cava di tufo scavata sotto la collina di Materdei, rappresenta, insieme al culto delle anime pezzentelle, il rapporto che da sempre il popolo napoletano ha con l’aldilà.
Un elenco di alcuni complessi presenti: 
- Necropoli ellenistica di Neapolis (fine IV - inizi III secolo a.C.)
- Catacombe della Vita (del II secolo, l'esatta localizzazione resta ignota)
- Catacombe di San Gennaro (II secolo)
- Catacombe di San Severo (fine IV secolo)
- Catacombe di San Gaudioso (V secolo)
- Catacombe di San Vito (al di sotto dell'ex ospedale San Camillo, di incerta datazione)
- Catacombe di Sant'Eufemia (nei pressi del vicolo dei Lammatari, di incerta datazione)
- Catacombe di San Fortunato (nei pressi del vicolo dei Lammatari, di incerta datazione)
- Cimitero delle Fontanelle (XVII - XIX secolo)

## Cultura

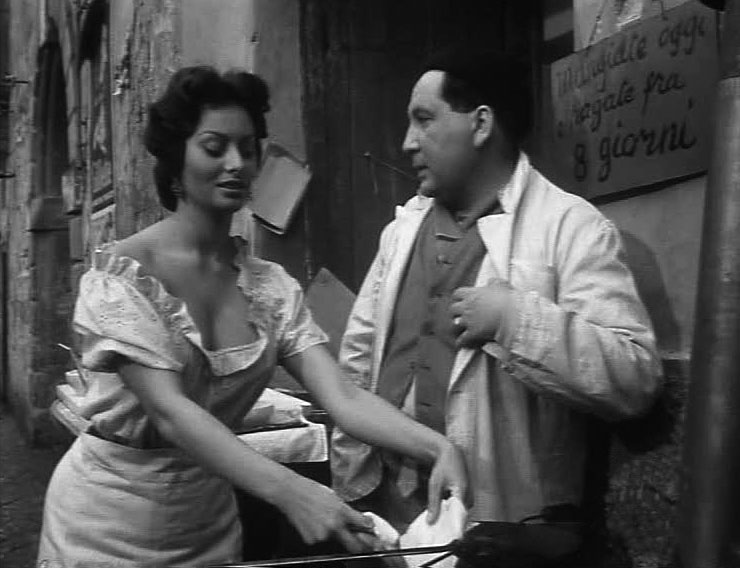
Sophia Loren nel film L'oro di Napoli, girato nel rione Sanità

In questo rione sono stati girati un gran numero di film tra cui:
- L'oro di Napoli (1954), di Vittorio De Sica, con Totò, Eduardo de Filippo, Sophia Loren, Silvana Mangano
- Ieri, oggi, domani, con Sophia Loren e Marcello Mastroianni
- Il furto è l'anima del commercio!?..., con Alighiero Noschese e un giovanissimo Enrico Montesano
- Il fantasma di via Sanità, episodio del film Pacco, doppio pacco e contropaccotto (1993) di Nanni Loy, con Marina Confalone e Gerardo Scala che figurano in questo episodio
- Il sindaco (1996) di Ugo Fabrizio Giordani, con Anthony Quinn, Raoul Bova e Maria Grazia Cucinotta
- Il sindaco del rione Sanità (2019) di Mario Martone, con Francesco Di Leva e Massimiliano Gallo
- Nostalgia (2022) di Mario Martone, con Pierfrancesco Favino, Francesco Di Leva e Tommaso Ragno

Un paio di opere teatrali di Eduardo De Filippo sono ambientate nel rione: Il sindaco del rione Sanità e Il cilindro, quest'ultima ambientata in un seminterrato di via dei Cristallini.
La Sanità è stata l'ambientazione della miniserie televisiva 'O professore, che narra di un professore, impersonato da Sergio Castellitto, in lotta per dare un futuro ai ragazzi del quartiere allontanandoli dal disagio sociale e dalla Camorra.
Alla Sanità sono ambientati i due romanzi Benvenuti in casa Esposito (Giunti, 2012) e Bentornati in casa Esposito (Giunti, 2013) dello scrittore Pino Imperatore.
Alcune scene della terza stagione di Gomorra - La serie sono state girate qui, così come alcune riprese di altre serie televisive, quali Rosy Abate 2 - La serie e Sense8.
Alla Sanità è ambientato il film: Sodoma - L'altra faccia di Gomorra, girato in interno a via Cristallini e in esterno a piazzetta San Severo, gradoni Cinesi, grotte tufacee alle spalle dell'ospedale San Gennaro dei poveri, interno chiesa che oggi è il Nuovo Teatro Sanità. Il film è scritto da Corrado Ardone e diretto da Vincenzo Pirozzi, entrambi nativi del rione, che hanno voluto rendere omaggio al proprio quartiere.

## Trasporti
Il rione Sanità è raggiungibile tramite autobus: ci sono linee autoviarie che lambiscono il rione a sud e linee che collegano il nord della città passando per il ponte della Sanità. Tutte le linee permettono collegamenti facili e rapidi dal centro e dalle principali porte di accesso alla città (porto, aeroporto e stazione centrale). Vi è poi un minibus che penetra nel rione:
- C52 Piazza Cavour-Ospedale San Gennaro dei Poveri

L'ascensore della Sanità, presente sul ponte, facilita l'accesso pedonale al rione superando il grande dislivello tra via Santa Teresa degli Scalzi e il rione stesso.
Infine anche la metropolitana permette di arrivare al rione: le stazioni Museo e Materdei della linea 1 e la stazione di piazza Cavour della linea 2. La stazione di Materdei è quella più lontana delle tre, ma è la più vicina al cimitero delle Fontanelle, che si trova all'interno di tutto il vallone della Sanità.

## Sport
Il rione Sanità ospita un campo di calcio adibito a gare dilettantistiche, il Campo San Gennaro dei Poveri: prende il nome dall'omonimo ospedale che si trova nei pressi ed è raggiungibile con l'autobus ANM C52.